# 리차드 제니
리처드 제니(Richard Jeni, 1957년 4월 14일 ~ 2007년 3월 10일)는 미국의 배우, 각본가, 영화 제작자이다.
브루클린에서 태어났으며 로스앤젤레스에서 사망하였다. 사인은 총상이다.

## 출연 작품

### 영화
- 마스크 (1994) - 찰리 슈메이커 역
- 알란 스미시 영화 (1997)
- 바람둥이 길들이기 (1997, Dad's Week Off)
- 아리스토크래츠 (2005, The Aristocrats) - 다큐멘터리

### 텔레비전
- 더 데일리 쇼 (1996년) - 게스트 역